# Párizsi Konzervatórium
A Conservatoire national supérieur de musique et de danse de Paris (röviden CNSMD vagy Conservatoire de Paris) 1795-ben alapított zenei és táncművészeti főiskola.

## Történet
Jogelődjét XIV. Lajos király 1669-ben rendeletileg alapította meg, eredetileg Académie royale de la musique néven. Jelenleg érvényes elnevezését 2009-ben kapta, amikor a táncművészetre való hivatkozás az intézmény elnevezésében is helyet kapott.

## Oktatási tevékenység
Az intézmény felsőfokú zene- és táncművészeti képzést nyújt. A 2022. évi értékelés szerint a hasonló intézmények között a 4. helyet foglalja el a Royal College of Music, a Bécsi Zene- és Előadóművészeti Egyetem és a New York-i Juilliard School mögött.

## Az  iskola igazgatói
| Igazgató                  | Idő         |
| ------------------------- | ----------- |
| Bernard Sarrette          | 1795–1822   |
| Luigi Cherubini           | 1822–1842   |
| Daniel Auber              | 1842–1871   |
| Francisco Salvador-Daniel | 1871 májusa |
| Ambroise Thomas           | 1871–1896   |
| Théodore Dubois           | 1896–1905   |
| Gabriel Fauré             | 1905–1920   |
| Henri Rabaud              | 1921–1941   |
| Claude Delvincourt        | 1941–1954   |
| Marcel Dupré              | 1954–1956   |
| Raymond Loucheur          | 1956–1962   |
| Raymond Gallois-Montbrun  | 1962–1983   |
| Marc Bleuse               | 1984–1986   |
| Alain Louvier             | 1986–1991   |
| Xavier Darasse            | 1991–1992   |
| Marc-Olivier Dupin        | 1993–2000   |
| Alain Poirier             | 2000–2009   |
| Pascal Dumay              | 2009        |
| Bruno Mantovani           | 2010–       |

## Híres tanárok és diákok
| Tanárok | Diákok | Diákok | Diákok | Diákok | Diákok |
| --- | --- | --- | --- | --- | ------ |
| - Maurice André (trombita) - Gaëlle Arquez (éneklés) - Ernest Boulanger - Léo Delibes - George Enescu - Georges Jouatte (éneklés) - Théodore Lack (zongora) - Olivier Latry (organa) - Jules Mazellier - Saint Prix - Adolphe Sax - Augustin Savard - Paul Dukas - Pierre Pincemaille (ellenpont) | - Adolphe Adam - Mark Andre - Juan Crisóstomo de Arriaga - Alison Balsom - Georges Bizet - Nicolas Bochsa - Mel Bonis - Joseph Bonnet - Ernest Boulanger - Lili Boulanger - Nadia Boulanger - Pierre Boulez - Victor Capoul - Alfredo Casella - Sophie-Véronique Cauchefer-Choplin - Michel Chapuis - Gustave Charpentier - Pierre Cochereau - Régine Crespin - Claude Debussy | - Léo Delibes - Jeanne Demessieux - Stéphane Denève - William Dongois - Théodore Dubois - Denis Dufour - Paul Dukas - Christophe Dumaux - Marcel Dupré - Marie-Madeleine Duruflé - Maurice Duruflé - Rolande Falcinelli - César Franck - Jean-Louis Florentz - Rémi Geniet - Jean-Jacques Grunenwald - Charles Gounod - Gérard Grisey - Gabriel Grovlez - Jean Guillou - Reynaldo Hahn | - Ferdinand Hérold - André Hodeir - Stefan Kagl - Pierre Labric - Lim Kek-tjiang - Fabien Lévy - Alexandre Luigini - Lambert Joseph Massart - Jules Massenet - Mauro Maur - Victor Maurel - Max Méreaux - Jacques Merlet - Kristin Merscher - Georges Migot - Darius Milhaud - Georges Moineau - Hélène de Montgeroult - Arsène Muzerelle - Tristan Murail - Joseph Neuhäuser | - Jean-Louis Petit - Gabriel Pierné - Paul Pierné - Pierre Pincemaille - Georges Prêtre - André Previn - Roland Pröll - Raoul Pugno - Victor Puhl - Maurice Ravel - Daniel Roth - Camille Saint-Saëns - Thomas Daniel Schlee - Germaine Tailleferre - Míkisz Theodorákisz - Ambroise Thomas - Charles Tournemire - Louis Vierne - Émile Waldteufel - Henryk Wieniawski - François Delsarte |        |